# Karl Julius Schröer
Karl Julius Schröer (Bratislava, 11 gennaio 1825 – Vienna, 16 dicembre 1900) è stato un linguista e critico letterario tedesco.

## Vita
Schröer studiò letteratura e linguistica dal 1843 al 1846 tra Lipsia, Halle e Berlino. Nel 1849 divenne professore di lingua e letteratura tedesca a Pest. Tornò a Bratislava nel 1850 dove continuò a insegnare.
Gli sviluppi della situazione politica nel 1860 costrinsero Schröer a lasciare l'Ungheria per Vienna. Dal 1861 al 1866 fu direttore della Scuola Evangelica Luterana nel distretto Karlsplatz di Vienna. Nel 1866, divenne professore di storia letteraria presso l'Università tecnica di Vienna.
Negli anni successivi, Schröer si dedicò allo studio del folclore delle popolazioni germaniche e degli Svevi del Danubio in Ungheria. Tra le sue ricerche, Schröer scoprì nelle immediate vicinanze di Bratislava i giochi popolari di Natale dell'isola di Oberüfer: si trattava di un ciclo medievale di drammi religiosi tramandati oralmente, che egli trascrisse e pubblicò nella raccolta Deutsche Weihnachtspiele aus Ungarn ("Recite popolari tedesche di Ungheria") tra il 1857 e il 1858. Diversi studiosi avrebbero in seguito ampliato questo lavoro.
A Vienna, Schröer divenne una figura importante del Goetheforschung, la borsa di studio intitolata a Goethe. Fu anche uno dei membri fondatori della Società Goethe di Vienna fondata nel 1878, di cui curò la pubblicazione ufficiale fino al 1886. Fornì un commento ad un'edizione in due volumi del Faust, e curò una pubblicazione in sei volumi dei drammi di Goethe. Fautore di una campagna per l'erezione di un monumento a Goethe in Vienna, che venne approvato nel 1894 su disegno di Edmund Hellmann, Schröer morì il giorno prima che la scultura venisse inaugurata.